# 卡勒·亚尔卡宁
卡勒·亚尔卡宁（芬蘭語：Kalle Jalkanen，1907年5月10日—1941年9月5日），芬兰男子越野滑雪运动员。他曾代表芬兰参加1936年冬季奥林匹克运动会越野滑雪比赛，获得男子4×10公里接力金牌。